# Rhys Norrington-Davies
Rhys Norrington-Davies, né le 22 avril 1999 à Riyad, est un footballeur international gallois qui évolue au poste de piston ou arrière gauche au Sheffield United FC.

## Biographie
Né à Riyad, en Arabie saoudite, Norrington-Davies grandit entre Aberystwyth et Croydon, dans le Sud de Londres.

### Carrière en club
Après avoir fréquenté plusieurs clubs gallois, dont Aberystwyth Town et Swansea City, Norrington-Davies rejoint l'académie de Sheffield United en 2017.
Après plusieurs prêts dans des divisions inférieures, il rejoint le club de Championship de Luton Town le 3 septembre 2020, pour un prêt d'une saison,.

### Carrière en sélection
Appelé dans l'équipe senior du pays de Galles pour la première fois en octobre 2020, alors qu'il est déjà international avec les équipes de jeunes, Norrington-Davies fait ses débuts avec le pays de Galles le 14 octobre 2020 étant titularisé lors d'une victoire 1-0 contre la Bulgarie en Ligue des nations.

## Palmarès

### En club
- Sheffield United
  - Vice-champion de Championship en 2023.